# 席绶

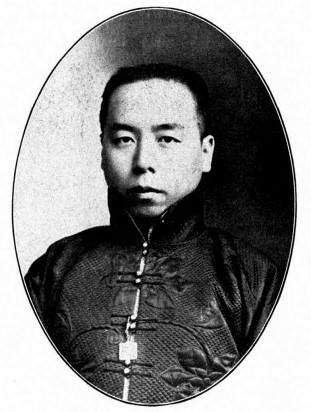
《民国之精华》中的席绶照片

席绶（1886年—1945年），又名启骝，字季五，又字资生，湖南永州府东安县伍家桥乡福星村人，清朝及中华民国政治人物、民主革命家、社会活动家、教育家。

## 生平
席绶是湘军将领席宝田的第五子，年轻时中清朝秀才，后自东安民立高等小学校毕业，此后他加入同盟会，任中国同盟会湖南支部副部长。他曾在北京创办《国民日报》、《国风日报》，并曾任资政院议员，在议员任上曾弹劾庆亲王奕劻，致使资政院罢会。
武昌起义爆发后，他到长沙辅佐湖南都督焦达峰、副都督陈作新。后他任湖南南路保安总会会长。1913年他当选民元国会众议院议员。此后他在长沙创办《天民日报》，声援宋教仁。后因宋教仁遇刺身亡，《天民日报》斥湖南都督汤芗铭依附袁世凯，汤芗铭遂派人捣毁报馆并搜捕席绶。席绶不得不避居上海，继续反对袁世凯。袁世凯死后，席绶在上海创办《太日报》。护法运动中，席绶随孙中山到广东，是非常国会最初到广东的二十人之一。孙中山任大元帅后，席绶任大元帅府参议，奔走各省。孙中山去世后，席绶回家休养。1944年，日军入侵东安县，席绶支持民众抗日團練。1945年9月日本投降之后，席绶在家病故，终年59岁。